# Antechinus yammal
Antechinus yammal — викопний вид кволових. Рештки знайдено у східно-центральному Квінсленді. Ймовірним середовищем проживання був дощовий ліс. Вид характеризується повними передніми і добре розвиненими задніми виступами навколо основи коронки верхніх молярів; відносно не редукованими, міцними P3; і малими задньо-внутрішніми гострими кінчиками нижніх молярів. Зубний ряд А. yammal показує деяку схожість з Antechinus flavipes, але його точне філогенетичне положення неясне. А. yammal вимер разом із зникненням дощових лісів у період між 280 і 205—170 тисяч років тому.